# Frederic della Scala
Frederic della Scala (Federico della Scala) nascut entre 1296 i 1288 a Verona i mort a Trento probablement el 1349) era un noble i polític italià dins del Sacre Imperi Romanogermànic.
Fou fill de Margherita Pallavicion i d'Albert della Scala anoment Picardo. El novembre 1288, son pare li fa fer-lo hereu universal junt amb el seu germà petit, Albert Novello que va morir el 1297. La seva mare va exercir la tutela. El 1307, quan va tenir aproximadament 20 anys va ser investit del Castell de Gazzo Veronese i poc després Cavalpone i Valpolicella. Va ser podestà de Vicenza el 1311 i de Verona de gener 1312 al març 1314. Podestà de Mòdena del 1317 al 1318 de Bèrgam el 1321, senyor de Bèrgam el 1324 i vicari imperial de Savona el 1327.
L'emperador Enric VII del Sacre Imperi Romanogermànic li va confirmar la senyoria de Valpolicella i va tenir beneficis i rendes de diversos monestirs trentins. El 1309 va fundar la capella de Santa Clara a Santa Maria Antica i en va rebre la investidura feudal de l'abat de Santa Maria d'Organo.
Es va casar a finals del segle xiii amb Imperatrice, filla de Conrad d'Antioquia, comte d'Alba i Celano. Va deixar 8 fills dels que només cal esmentar a Caterina, abadessa des del 1367 del monestir de Santa Maria delle Vergini a Campomarzo.